# Volkssturmgewehr
Volkssturmgewehr (fusil del Volkssturm) es el nombre de varios modelos de fusiles desarrollados por la Alemania nazi durante los últimos meses de la Segunda Guerra Mundial. Su característica común es de ser muy simplificados, en un intento por superar la severa falta de recursos y capacidad industrial de Alemania durante la etapa final de la guerra.

## ElPrimitiv-Waffen Programm
Como una medida desesperada en la casi perdida guerra, el 18 de octubre de 1944 se movilizó al Volkssturm - una milicia nacional alemana. Para armarlos en las condiciones de pocos hombres disponibles y limitada capacidad productiva, se inició el Primitiv-Waffen-Programm (Programa de armas primitivas). Fue llamado así, porque las armas debían ser lo más sencillas posibles de producir. La Walther diseñó el fusil Volkssturmgewehr VG 1, la Spreewerk Berlin el VG 2, la Rheinmetall el VG 3, la Mauser el VG 4 y la Steyr Mannlicher el VG 5 (también conocido como el VK 98). El fusil más conocido es el Volkssturmgewehr de la Gustloff, que era un fusil semiautomático accionado mediante retroceso retardado por gas.

## Los VG 1, 2 y 5
El Volkssturmgewehr VG 1 era un fusil de cerrojo. Emplea un sencillo cerrojo rotativo, que se cierra gracias a sus dos tetones de acerrojado frontales; la tosca manija del cerrojo encajaba en un entalle del cajón de mecanismos de acero fundido para ofrecer seguridad adicional. Era alimentado mediante cargadores extraíbles, originalmente desarrollados para el Gewehr 43. Su seguro manual también era muy tosco, consistiendo en una palanca de acero estampado unida al guardamonte con un pasador y ubicada detrás del gatillo. Al activarse, el seguro bloquea el movimiento del gatillo. Para desactivarlo, el tirador debe girarlo a un lado con su dedo. La tosca culata es de madera y sus mecanismos de puntería fijos solamente permitían disparos a corta distancia. Iba a ser producido por la Zbrojovka Brno en la actual República Checa.
El Volkssturmgewehr VG 2 también es un fusil de cerrojo, con un cerrojo rotativo similar y tosco seguro manual. El acerrojado se efectuaba por dos tetones frontales que se encajaban en unos entalles remachados dentro del cajón de mecanismos de chapa de acero estampada. Era alimentado mediante cargadores extraíbles, originalmente desarrollados para el Gewehr 43. La culata y el guardamanos son de madera, con un acabado tosco. Ambos están remachados al cajón de mecanismos. Sus mecanismos de puntería fijos solamente permitían disparos a corta distancia, estando fijados para 100 m.
El VG 5, o más corréctamente Volkssturmkarabiner VK 98, era aún más básico. Empleaba el cerrojo del Mauser 98, pero no tenía depósito, siendo un fusil monotiro donde cada cartucho debía ser introducido manualmente en la recámara. Sus mecanismos de puntería eran fijos.
Estos prototipos de fusiles fueron desarrollados como parte del programa Volkssturm-Mehrladegewehr.

## El Volksstumgewehr Gustloff

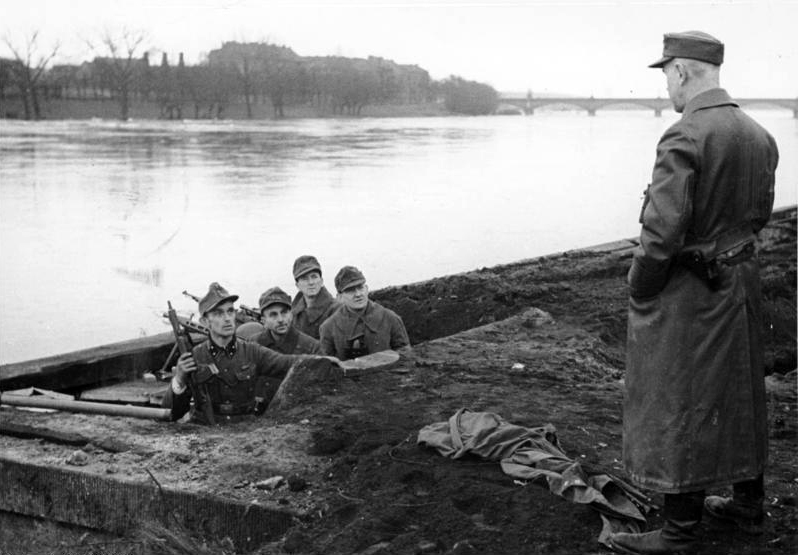
Soldados del Volkssturm en una trinchera junto al Oder en 1945. El soldado de la izquierda lleva un Volkssturmgewehr Gustloff.

El Volksstumgewehr Gustloff fue diseñado en 1944 por Karl Barnitzke de la Gustloff-Werke, para el Primitiv-Waffen-Programm, ideado para ser empleado por el Volkssturm. La producción del Volksstumgewehr Gustloff tuvo lugar desde enero de 1945 hasta el final de la guerra; apenas se fabricaron 10.000.
Inicialmente el fusil fue llamado MP 507. El MP 508 era bastante similar, excepto por tener un pistolete.
El arma empleaba el mismo cartucho intermedio 7,92 x 33 Kurz del anterior fusil de asalto StG 44, así como el mismo cargador extraíble de 30 cartuchos.
El Volkssturmgewehr Gustloff tenía un mecanismo de recarga mediante retroceso retardado por gas, basado en el sistema Barnitzke, donde el gas era desviado desde el cañón a la recámara para crear resistencia al movimiento hacia atrás de las piezas operativas, la cual cesa una vez que la bala abandona el cañón y permite que las piezas operativas vayan hacia atrás por la presión residual del casquillo. Este principio ha sido exitosamente empleado en la pistola HK P7.
El Volkssturmgewehr Gustloff estaba construido como muchas pistolas semiautomáticas, con una envoltura y el muelle recuperador rodeando al cañón; toda la envoltura iba hacia atrás al disparar. El cerrojo, con percutor y extractor, estaba unido al extremo posterior de la envoltura del cañón. La parte posterior del fusil no retrocedía, ya que en esta se encontraban el martillo, la barra de transferencia y el gatillo. El gas era dirigido a través de cuatro aberturas, situadas cerca de la boca del cañón, manteniendo el cerrojo cerrado hasta que la presión de los gases baje a un nivel seguro. Se fabricaron algunos Volkssturmgewehr Gustloff con mecanismo selector de disparo.
El Sturmgewehr Grossfuss empleaba el mismo principio de retroceso retardado por gas, pero era algo más eficiente en el empleo del gas; su cerrojo pesaba 0,8-0,9 kg en comparación con el cerrojo de 1,4 kg del Volkssturmgewehr Gustloff.
El Volkssturmgewehr Gustloff era ensamblado a partir de 39 piezas metálicas, sin contar los remaches y tornillos. De estas piezas específicas, 12 eran torneadas, 21 podían producirse simplemente por estampado y 6 eran resortes.
Las pruebas efectuadas con un Volkssturmgewehr Gustloff capturado en un polígono de tiro soviético del GRAU mostraron que era bastante impreciso, con 50% de los disparos a 100 m impactando en un círculo de 10,2 cm de radio y con el 100% de los disparos impactando en un círculo de 19,8 cm de radio a la misma distancia. A 300 m, el radio de los círculos era de 25 cm y 50,3 cm respectivamente. Los mecanismos de puntería fijos del Volkssturmgewehr Gustloff hacían que fuese difícil apuntar, porque el cartucho 7,92 x 33 Kurz se elevaba unos 29 cm sobre la línea de puntería a 100 m y caía a 43 cm debajo de esta a 300 m.